# Pablo Gamboa Miner
Pablo Gamboa Miner (Ciudad de México, 5 de abril de 1986) es un político mexicano, exmiembro del Partido Revolucionario Institucional. Ha sido diputado federal de 2015 a 2018. Es hijo del también político priista Emilio Gamboa Patrón.

## Biografía
Pablo Gamboa es licenciado en Ciencias de la Comunicación egresado de la Universidad Iberoamericana, tiene además estudios de posgrado en política y gobernabilidad en la Universidad de Georgetown.
Entre sus primeras actividades políticas en 2007 estuvo la participación en la campaña al gobierno de Yucatán de Ivonne Ortega Pacheco y luego fue secretario auxiliar del entonces gobernador del estado de México, Enrique Peña Nieto.
En 2011 fue elegido consejero nacional del PRI y laboró en la secretaría general de la Confederación Nacional de Organizaciones Populares que era encabezada por su padre.
En 2012 el gobernador de Yucatán, Rolando Zapata Bello, lo nombró director de la Coordinación Metropolitana de Yucatán. Renunció a este cargo en 2015 al ser postulado candidato del PRI y elegido diputado federal por el Distrito 3 de Yucatán a la LXIII Legislatura de ese año a 2018.
En la LXIII Legislatura ocupó los cargos de presidente de la comisión del Deporte e integrante de la de Tecnologías de información y comunicación y de Desarrollo metropolitano.
El 1 de marzo de 2018 solicitó y obtuvo licencia como diputado federal, siendo postulado por el PRI como candidato a senador por lista nacional, escaño que no alcanzó en virtud de los resultados del proceso electoral de 2018. En 2021 fue elegido diputado por la vía plurinominal para la LXV Legislatura para el periodo a concluir en 2024.